# إليزابيث فينك
إليزابيث فينك (بالإنجليزية: Elizabeth Fink)‏ هي محامية أمريكية، ولدت في 7 يونيو 1945، وتوفيت في 22 سبتمبر 2015.